# Искусственный рай (фильм)
«Искусственный рай» (порт. Paraísos Artificiais) — бразильский фильм-драма 2012 года. Режиссёрский дебют Маркуса Прадо, который до этого занимался только продюсированием фильмов. Название фильма отсылает к одноимённой книге Шарля Бодлера об употреблении опиума и гашиша в середине XIX века.
В России фильм был показан в октябре 2013 года на VI фестивале бразильского кино в Москве.
В качестве саундтрека в фильме использовано большое количество электронной клубной музыки, как от известных мировых исполнителей, так и от местных бразильских.

## Сюжет
Начинающий диджей Эрика и её подруга Лара отправляются на рейв, проходящий на одном из пляжей на северо-востоке Бразилии. По дороге на место старый хиппи угощает Эрику пейотом. Эрика вместе с Ларой съедают его, а затем отправляются бродить в прибрежных скалах, наслаждаясь действием этого растения. Однако неожиданно Эрику накрывает бэд трип и ей приходится пережить состояние ужаса. В один из дней фестиваля Эрика выступает на одной из сцен в качестве диджея. На неё обращает внимание человек из европейской музыкальной индустрии. Он предлагает ей выступать в ночных клубах Амстердама.
На фестивале подруги много беседуют о своём будущем, воображают, какие будут у них мужья и какими они будут жёнами. При этом сами их отношения между собой намного более романтические, чем просто дружба. Эрика говорит Ларе, что хотела бы разделить вместе с ней здесь какого-нибудь одного парня. Лара находит человека по имени Нандо, с которым они вместе занимаются сексом. Сам Нандо ничего не помнит об этом, поскольку находился под действием наркотиков, Эрика беременеет, а Лара тут же умирает от передозировки.
Во время этого фестиваля у отца Нандо был день рождения, и он ездил на рыбалку. Когда Нандо вернулся домой, он узнал, что его отец утонул во время занятия дайвингом. В этой истории Нандо винит себя, поскольку он должен был ехать не на рейв, а на рыбалку с отцом. Проходит несколько лет и чтобы расплатиться с долгами отца, Нандо соглашается заработать «лёгких денег». Ему предстоит перевозить наркотики из Амстердама в Рио-де-Жанейро. В Амстердаме в ночном клубе с ним знакомится диджей Эрика, которую он не узнаёт. Нандо начинает испытывать к ней чувства. Сама же Эрика не решается рассказать ему, что они уже были знакомы и что у неё есть маленький ребёнок от него. Нандо очень нервничает из-за наркотиков и в конечном итоге на него обращают пристальное внимание сотрудники аэропорта. У него находят партию экстази и отправляют на четыре года в тюрьму.
Освободившись из тюрьмы, Нандо начал конфликтовать со своим младшим братом по прозвищу «И Ти». Причина в том, что «И Ти» стал тесно общаться с бывшими друзьями Нандо, которые связаны с наркотиками. В это время в Бразилию прилетает выступать Эрика. «И Ти» большой её фанат и знакомится с ней. При этом он не знает, что она имела отношения с его братом. Эрика же догадывается, что «И Ти» брат Нандо и даёт ему два билета на своё выступление. «И Ти» передаёт эти билеты своему брату. Нандо приходит в ночной клуб, а «И Ти» отправляется на наркосделку.
В самом фильме история показана не в хронологическом порядке.

## В ролях
- Наталия Дилл — Эрика
- Люка Бьянчи — Нандо
- Ливия Де Буено — Лара
- Бернардо Баррето — Патрик
- Сезар Кардадейро — «И Ти» Филипе («Липе»)
- Дивана Брандау — Марсия
- Эмилио Орсиолло Нетто — Маус
- Саша Бали —  Пьер
- Рони Вийела — Марк
- Каду Фаверо — Андерсон

## Саундтрек
Оригинальный саундтрек фильма был спродюсирован Родриго Коэльо и Gustavo MM:
1. deadmau5 — Faxing Berlin
2. Kaki King — First_Brain
3. Thievery Corporation — Shaolin Satellite
4. Sidsel Endresen & Bugge Wesseltoft — Out Here. In There
5. Kaki King — Ahuvati
6. Ash Ra Tempel — Daydream
7. Magenetrixx — Quagga
8. Frogacult — No Rush
9. Magnetrixx — Phase Shift
10. Frogacult — Drumming Headquarters — mycel
11. Mogwai — Nick Drake Pot Pourri
12. Skazi — Skazi — XTC
13. Magnetrixx — Tohuwabohu
14. Magnetrixx — Suppencaspa
15. Magnetrixx — Lemmink
16. Nathan Fake — Outhouse (Main Mix)
17. Eitan Reiter — Ups & Downs — Perfect Stranger Re Edit
18. Kaki King — Second Brain
19. deadmau5 — Brazil
20. Mogwai — Burn Girl Prom Queen
21. Frogacult — No Rush
22. Renato Cohen — Ponta Pé
23. Pedra Branca — Coco
24. Pedra Branca — Metamusica
25. Flow & Zeo — True Story
26. Flow & Zeo — I Use to Say
27. Gui Boratto — Paraísos Artificiais

## Приём
Фильм получил четыре приза на Кинофестивале в Ресифи: лучшая женская роль второго плана (Дивана Брандау), лучшая операторская работа, лучший монтаж и лучший звуковой монтаж.
В целом фильм получил доброжелательные отзывы от критиков. Сайт CineVue сообщает, что этот фильм совсем не о контрабанде наркотиков, как может показаться если посмотреть трейлер. Режиссёру «удалось запечатлеть гедонистическую клубную среду во всей её эйфорической красе». В Unsung Films отметили, что этот фильм не пытается проповедовать, но при этом не забывает о причинах, по которым молодёжь приходит к таким веществам и о последствиях их употребления. Автор одной из рецензий вообще отметил, что фильм снят таким образом, что сложно однозначно сказать, этот фильм против наркотиков или же за. Фильм также хвалили за музыкальное сопровождение.